# Chromiec (województwo dolnośląskie)
Chromiec (niem. Ludwigsdorf) – wieś w Polsce położona w województwie dolnośląskim, w powiecie karkonoskim, w gminie Stara Kamienica.

## Podział administracyjny
W latach 1975–1998 miejscowość administracyjnie należała do województwa jeleniogórskiego.

## Nazwy historyczne
- 1747 Ludwigsdorf
- 1945 Ludwikowice
- 1948 Chromiec

## Historia
Chromiec prawdopodobnie powstał pod koniec XIV wieku, w związku z budową huty szkła leśnego. Działała ona w okolicy wsi w wiekach XIV/XV−XVIII. Jej ślady w postaci żużlowisk są widoczne do dzisiaj. Do początku XVIII wieku miejscowość należała do miasta Lwówka Śląskiego, potem należała do rodziny Schaffgotschów. W 1782 roku istniały tu kościół, 2 szkoły, folwark oraz młyn. Była to więc duża i ludna wieś. W połowie XVIII wieku we wsi mieszkało 72 zagrodników i chałupników. W 1825 roku były 82 domy oraz młyn do mielenia kory dębowej i tartak. W 1978 roku we wsi istniało 45 gospodarstw rolnych.